# Agaram
Agaram là một thị xã panchayat trong quận Dindigul trong bang Tamil Nadu của Ấn Độ.

## Địa lý
Agaram có vị trí 12°49′B 78°53′Đ / 12,82°B 78,88°Đ Nó có độ cao trung bình là 297 mét (974 foot).

## Cơ cấu dân số
Theo điều tra dân số Ấn Độ năm 2001, Agaram có dân số 12.784 người. Nam giới chiếm 50% dân số, nữ giới chiếm 50% dân số. Agaram có tỷ lệ biết chữ bình quân 58%, cao hơn mức trung bình 59,5% của toàn quốc; với 58% đàn ông và 42% phụ nữ biết chữ. 11% dân số có độ tuổi dưới 6.